# Fjällbotaniska trädgården
Fjällbotaniska trädgården i Hemavan i Västerbottens län, södra Lappland, är en botanisk trädgård med fokus på fjällens flora. Trädgården började anläggas 1989.